# Antoine Ntalou
Antoine Ntalou (* 28. April 1940 in Bandounga, Kamerun) ist ein kamerunischer Geistlicher und emeritierter römisch-katholischer Erzbischof von Garoua.

## Leben
Antoine Ntalou empfing am 8. Februar 1970 das Sakrament der Priesterweihe.
Am 19. November 1982 ernannte ihn Papst Johannes Paul II. zum Bischof von Yagoua. Der Apostolische Pro-Nuntius in Kamerun, Erzbischof Donato Squicciarini, spendete ihm am 13. März 1983 die Bischofsweihe; Mitkonsekratoren waren der Koadjutorerzbischof von Garoua, Christian Wiyghan Tumi, und der Bischof von Bafoussam, André Wouking. Am 23. Januar 1992 ernannte ihn Johannes Paul II. zum Erzbischof von Garoua.
Papst Franziskus nahm am 22. Oktober 2016 seinen altersbedingten Rücktritt an.